# Beatriz Martínez Sordo
Beatriz Martínez Sordo (Tiñana, 6 de marzo de 1986) es una deportista española que compite en tiro en la modalidad de tiro al plato.
Ganó dos medallas de plata en el Campeonato Mundial de Tiro, en los años 2017 y 2018, y una medalla de plata en el Campeonato Europeo de Tiro de 2019.

## Palmarés internacional
| Campeonato Mundial | Campeonato Mundial       | Campeonato Mundial | Campeonato Mundial |
| Año                | Lugar                    | Medalla            | Prueba             |
| ------------------ | ------------------------ | ------------------ | ------------------ |
| 2017               | Moscú (Rusia)            | Medalla de plata   | Foso mixto         |
| 2018               | Changwon (Corea del Sur) | Medalla de plata   | Foso por equipos   |
| Campeonato Europeo |                          |                    |                    |
| Año                | Lugar                    | Medalla            | Prueba             |
| 2019               | Lonato (Italia)          | Medalla de plata   | Foso por equipos   |